# Fuldkomne tal
Et fuldkomment tal eller perfekt tal er et heltal, hvor summen af de tal, der går op i tallet (= tallets divisorer) giver tallet selv. Bemærk at man i denne sammenhæng ikke medregner tallet selv.
Det mindste fuldkomne tal er 6, idet 1 + 2 + 3 = 6. Det næste er 28, idet 1 + 2 + 4 + 7 + 14 = 28.
Et tal af formen (2n-1) × 2n-1 er et fuldkomment tal hvis 2n-1 er et primtal (Euklid). Alle lige fuldkomne tal har denne form (Euler). Tal af formen 2n-1 kaldes mersennetal.
Alle lige fuldkomne tal har 6 eller 8 som sidste ciffer.
Der kendes endnu ikke noget ulige fuldkomment tal, og det regnes for sandsynligt at der ikke findes nogen.
"Ufuldkomne tal": Hvis summen af et tals divisorer er mindre end tallet selv, kaldes tallet defektivt. Hvis divisorsummen omvendt overgår tallet selv, er der tale om et excessivt tal.
Eksempelvis er tallet 15 defektivt fordi divisorerne 1, 3 og 5 giver tallet 9. Tallet 20 er excessivt fordi dets divisorer 1, 2, 4, 5 og 10 summerer til 22.
De første fuldkomne tal:
- 6 = 1 + 2 + 3
- 28 = 1 + 2 + 4 + 7 + 14
- 496 = 1 + 2 + 4 + 8 + 16 + 31 + 62 + 124 + 248
- 8 128 = 1 + 2 + 4 + 8 + 16 + 32 + 64 + 127 + 254 + 508 + 1016 + 2032 + 4064
- 33 550 336
- 8 589 869 056
- 137 438 691 328
- 2 305 843 008 139 952 128
- 2 658 455 991 569 831 744 654 692 615 953 842 176

Det største fuldkomne tal der er fundet til dato (2025) er på 82.048.640 cifre
og kan skrives på formen (2n-1) × 2n-1 hvor n = 136.279.841, altså
(2136.279.841-1) × 2136.279.840.

## Ekstern henvisning
- OddPerfect.org Arkiveret 24. oktober 2005 hos  Wayback Machine, eftersøgning efter ulige fuldkomne tal
- Fermats store sætning, Simon Singh, 1997, ISBN 87-00-31406-4